# Kiuaba Nzoji
Kiuaba Nzoji és un municipi de la província de Malanje. Té una extensió de 3.019 km² i 14.402 habitants. Comprèn les comunes de Cuaba Nzogo i Mufuma. Limita al nord amb el municipi de Cahombo, a l'est amb el municipi de Quela, al sud amb els de Mucari i Malanje, i a l'oest amb el de Calandula.